# وزارت نیرو
وزارت نیرو یکی از وزارتخانه‌های فعال در بیشتر کشورهاست. این وزارت به امور تولید، پخش و نگهداری انرژی و تأسیسات آن می‌پردازد. نیروگاه‌های برق، سدهای برقابی، شبکه‌های برق‌رسانی و … زیر مدیریت این وزراتخانه قرار دارند.